# Eat Me In St Louis
Eat Me in St Louis, musikalbum av It Bites utgivet i juni 1989.
Tre singlar från albumet gavs ut; "Still Too Young to Remember", "Sister Sarah" och "Underneath Your Pillow".
Albumet nådde 40:e plats på den englandslistan och låg kvar på listan i 3 veckor.

## Låtlista
1. Positively Animal
2. Underneath your pillow
3. Let Us all Go
4. Still too young to remember
5. Murder of the Planet Earth
6. People of America
7. Sister Sarah
8. Leaving Without You
9. The Ice melts into water
10. Charlie
11. Till the End of Time

10-11 är bonusspår från CD-utgåvan.
Det gavs även ut en specialutgåva av CD:n med en bonus 3" CD EP som innehöll 3 låtar:
1. Have a Good Day
2. Reprise
3. Bullet in the Barrell

## Produktion
Alla låtar har skrivits av It Bites. Albumet utgavs av Virgin Music (Publishers) Ltd.